# اولی-پکا اویانسیوو
اولی-پِکا اویانسیوو (انگلیسی: Olli-Pekka Ojansivu؛ زادهٔ ۳۱ دسامبر ۱۹۸۷) یک بازیکن والیبال اهل فنلاند است. اولی در حال حاضر عضو تیم ملی والیبال فنلاند و باشگاه والیبال شهرداری ارومیه ایران است. وی سابقه بازی در لیگهای مطرح اروپایی را دارد.

## حضور در تیم ملی فنلاند
اولین بازی اویانسیوو برای تیم ملی والیبال فنلاند در سال ۲۰۰۷ در برابر تیم ملی والیبال استونی، در خلال مسابقات انتخابی المپیک ۲۰۰۸ پکن صورت گرفت. او زمانی وارد زمین شد که دو تیم در امتیاز ۲۳ برابر بودند. وی با دو سرویس بی نقص خود باعث پیروزی تیم ملی کشورش در آن ست شد. در ادامه فنلاند موفق شد آن بازی را با پیروزی پشت سر بگذارد.
اویانسیوو پس از آن به صورت مداوم به تیم ملی فنلاند دعوت می‌شود و هم‌اکنون یکی از بهترین قطر پاسورهای قاره سبز محسوب می‌شود.